# Ben Perowsky
Ben Perowsky (* 12. Mai 1966 in New York City) ist ein amerikanischer Jazzmusiker (Schlagzeug, Perkussion, Komposition, Arrangement).

## Leben und Wirken
Perowsky stammt aus einer musikalischen Familie; sein Vater Frank Perowsky ist ein Bebop-Saxophonist, die Mutter Tänzerin. Mit fünf Jahren erhielt er sein erstes Schlagzeug-Set. Er besuchte die High School of Music and Art in Harlem, wo er in einem Jazzensemble der Schule Schlagzeuger war und einmal mit Dizzy Gillespie und Jimmy Heath auftrat. Auch spielte er mit seinem Vater. Dann studierte er an der Berklee School of Music bei Alan Dawson und an der Manhattan School of Music. Während dieser Zeit ging er mit den Bands von James Moody (1985) und Rickie Lee Jones auf Tournee. 1988 bis 1989 arbeitete er mit Roy Ayers, David Liebman und Richie Beirach. Seit 1990 gehörte er zu den Bands von Mike Stern und Bob Berg, arbeitete aber auch mit Jim Beard, Ronnie Cuber und Eliane Elias und mit den Musikern der Downtown-Szene. So spielte er in einer frühen Besetzung von John Zorns Masada und in Spanish Fly mit Marcus Rojas, Steven Bernstein und David Tronzo. Auch ging er mit Wayne Horvitz auf Tournee und mit John Cale ins Studio, bevor ihn John Lurie zu seinen Lounge Lizards holte (Queen of All Ears). Aus einer eigenen Band mit Adam Rogers und Fima Ephron entwickelte sich mit David Binney und David Gilmore die Band Lost Tribe, die viel Erfolg in New Yorker Clubs hatte und ab 1993 drei Alben einspielte.
1996 gründete er das Ben Perowsky Trio mit Chris Speed und Scott Colley, mit dem er wöchentlich in der Knitting Factory auftrat. Das  gleichnamige Album des Trios veröffentlichte er 1999 auf dem JazzKey-Label seines Vaters; eines der Stücke verwendete Hal Willner später im Film Talladega Nights. 2002 ging er mit seinem Vater und  Sam Yahel ins Studio, um das Album Bop on Pop einzuspielen. Seine Camp Songs aus 2003, die ein jüdisches Sommerzeltlager reflektieren, erschien bei Tzadik und wurde in der JazzTimes zu den CDs des Jahres 2003 gezählt. 2005 tourte er in Europa mit seinem Quartett, zu dem Chris Speed, Ted Reichman und Drew Gress gehörten. Mit Speed und John Medeski spielte er auch in Red Cred. Daneben war er Mitglied in Elysian Fields, spielte mit Steven Bernstein, Dave Douglas und Don Byron Illbient und gehörte seit 2002 zu Projekten von Uri Caine. Weiterhin ist er auf Aufnahmen von Misha Mengelberg, Michael Blake, Trey Anastasio, Walter Becker, Lizz Wright, Joan as Police Woman, Hercules and Love Affair, Antony and the Johnsons, Salif Keïta und auf Steven Bernsteins Tinctures in Time (Community Music, Vol. 1) (2021) und Good Time Music (Community Music, Vol. 2) (2022) zu hören, ebenso auf John Luries Soundtrackalbum Painting with John (2024). Zudem spielte er mit Pat Martino, John Scofield, John Cale, Marty Ehrlich und Vernon Reid und schrieb Musik für das Tanztheater.

## Diskographische Hinweise
- Lost Tribe (Windham Hill, 1993)
- Lost Tribe Soulfish (Windham Hill/Highstreet, 1994)
- Lost Tribe Many Lifetimes (Arabesque, 1998)
- Ben Perowsky Trio (JazzKey, 1999)
- Bop on Pop (JazzKey, 2002)
- El Destructo Volume 1, (El Destructo Records, 2002)
- Camp Songs (Tzadik, 2003)
- Moodswing Orchestra (El Destructo Records/Royal Potato Family/Red, 2009)
- Esopus Opus (Skirt Records, 2009)
- Ben Perowsky, John Medeski, Chris Speed: Upstream (2019)